# Boxdorf (Moritzburg)

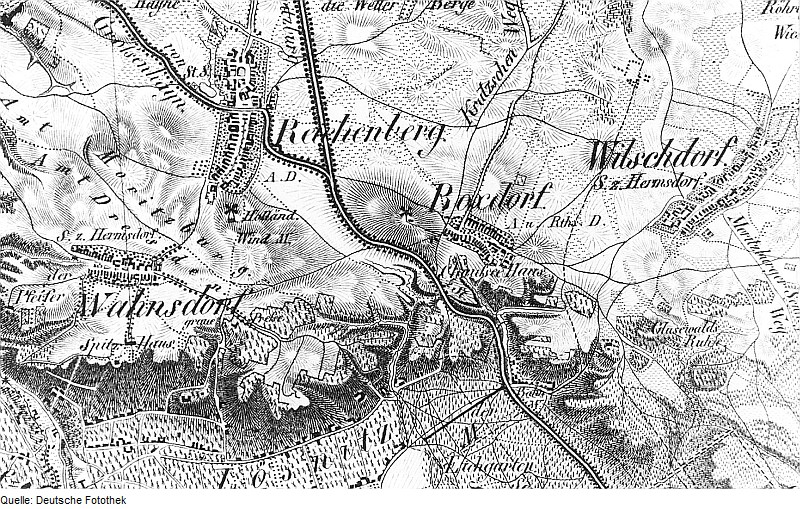
Boxdorf und benachbarte Dörfer auf einer Karte aus dem 19. Jahrhundert

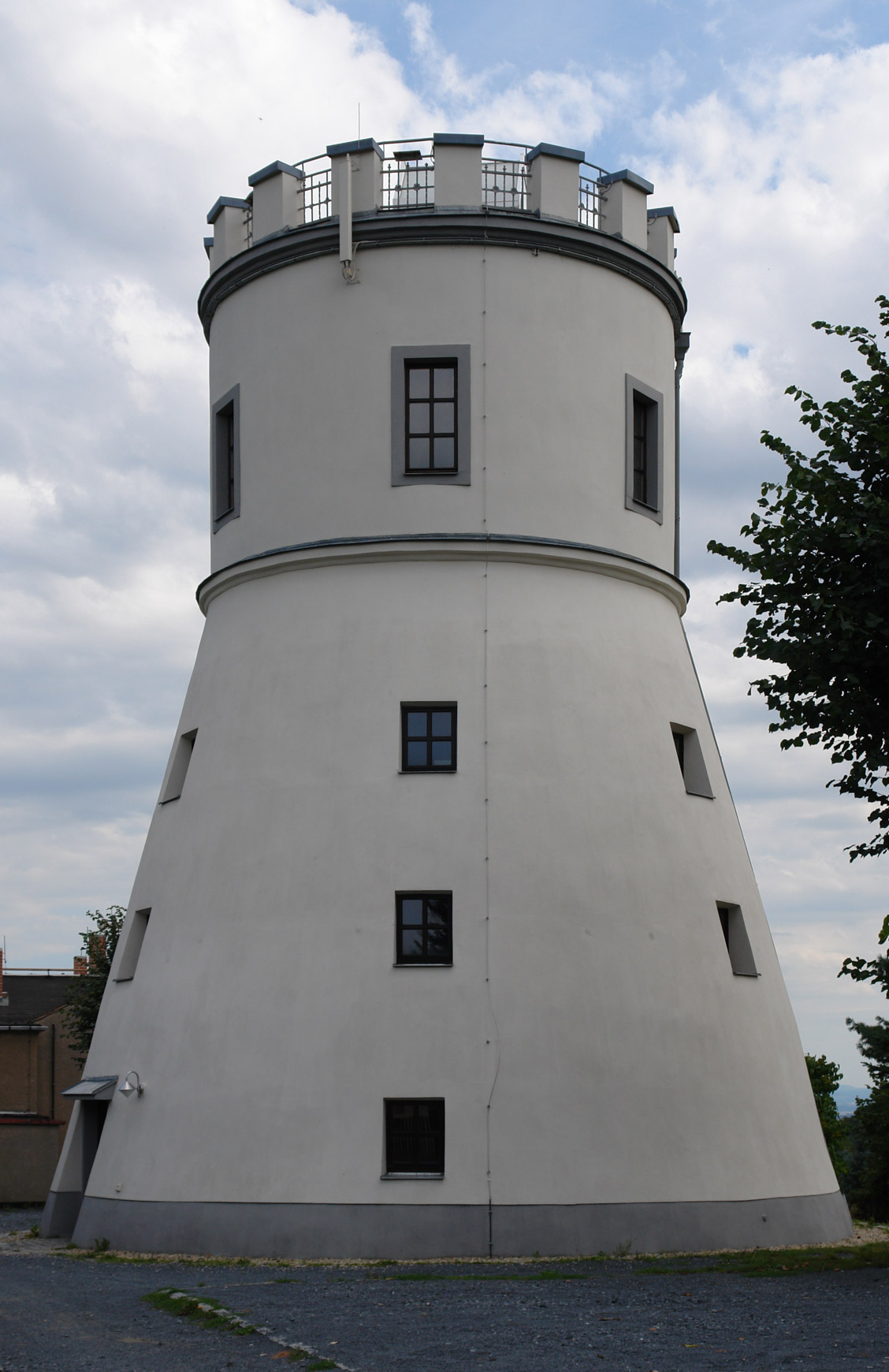
Boxdorfer Windmühle

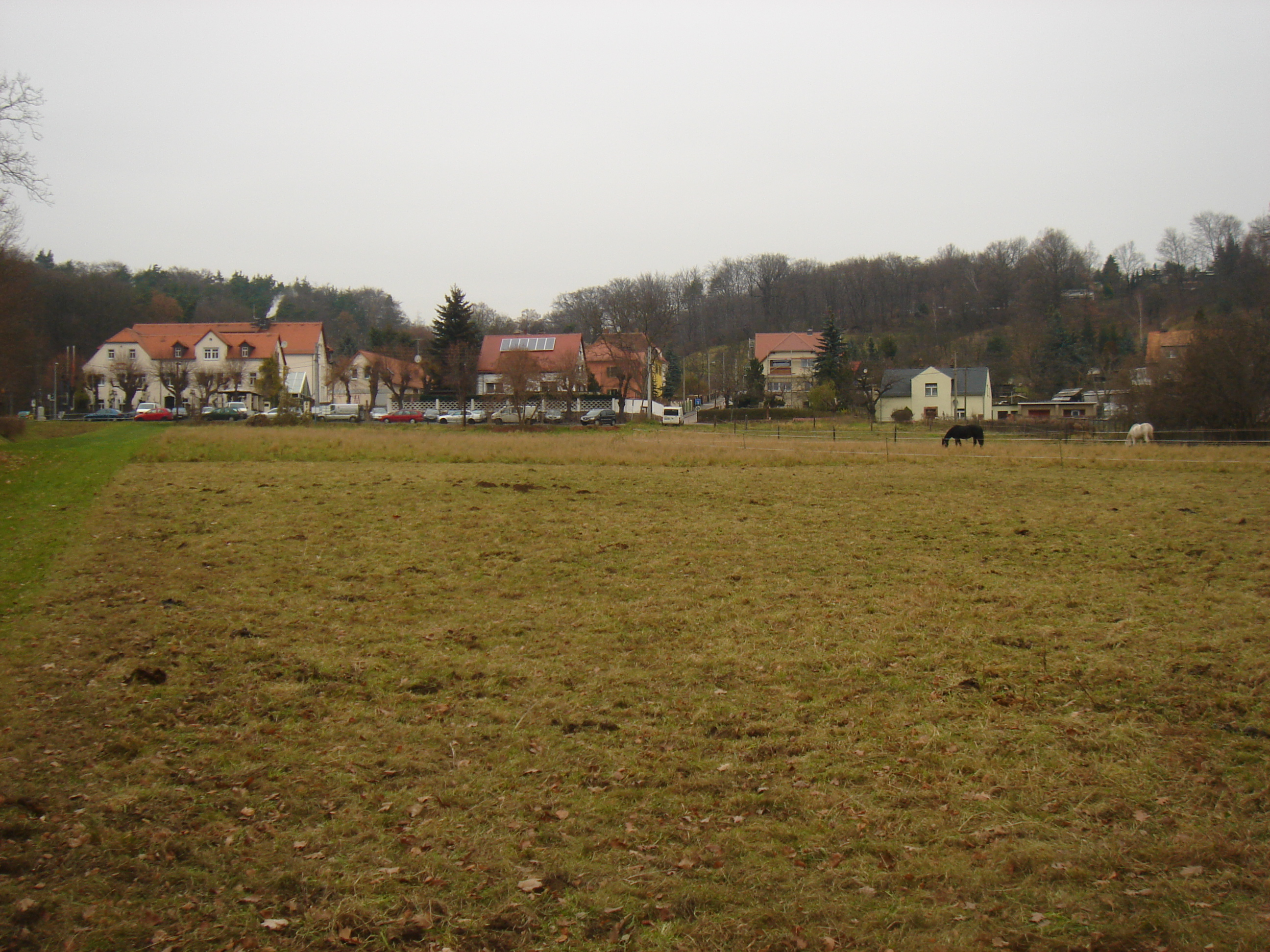
Baumwiese

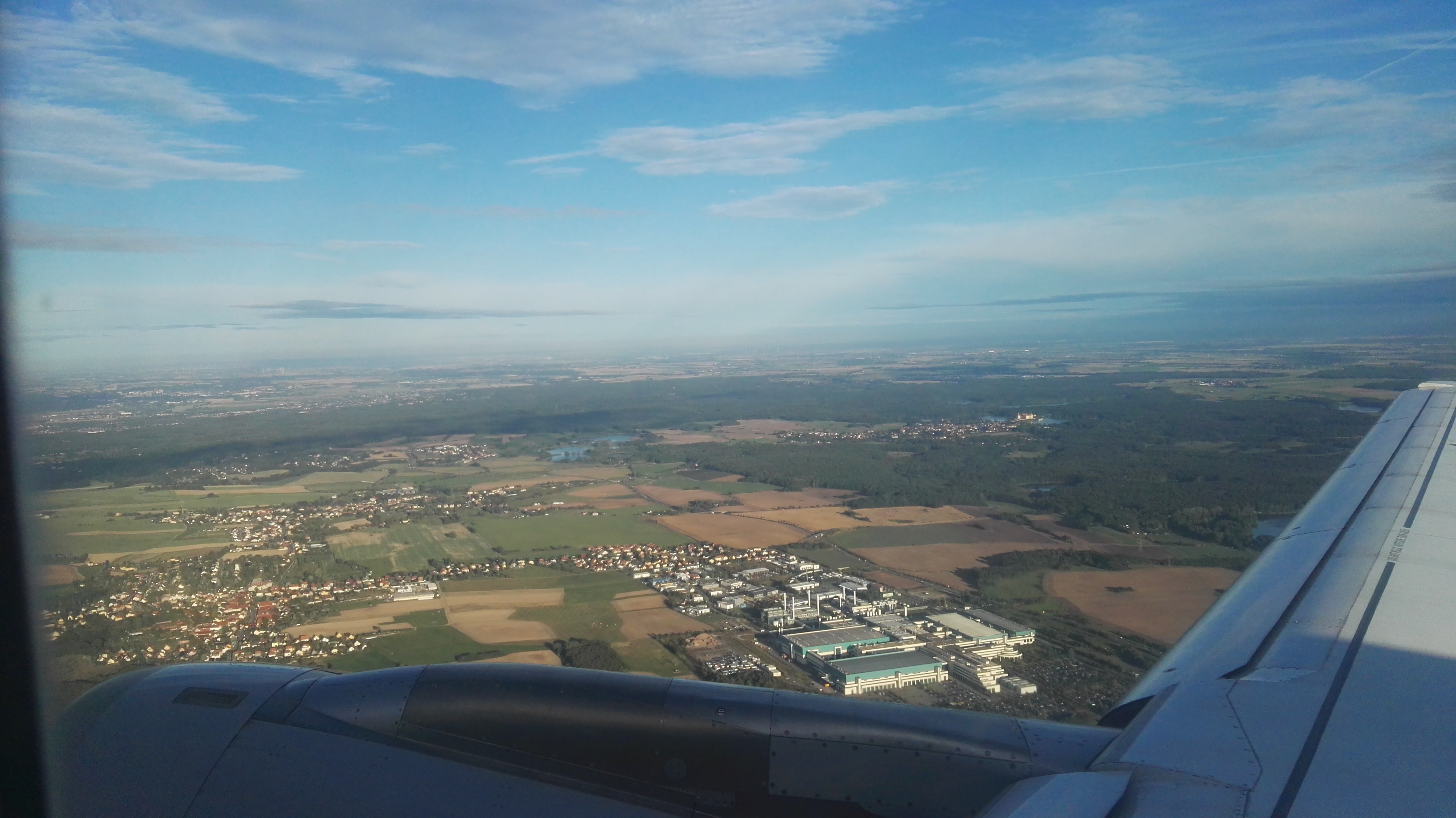
Boxdorf aus der Luft mit Globalfoundries und dem Schloss Moritzburg

Boxdorf ist ein Ortsteil der Gemeinde Moritzburg im sächsischen Landkreis Meißen.

## Lage und Verkehrsanbindung
Boxdorf liegt etwa zehn Kilometer nördlich vom Zentrum der Landeshauptstadt Dresden. Im Osten grenzt der Dresdner Stadtteil Wilschdorf an Boxdorf, im Westen Reichenberg und Wahnsdorf, im Norden Moritzburg und im Süden Dresden und Radebeul.
| Reichenberg (Moritzburg) | Moritzburg (Sachsen)                        | Volkersdorf (Radeburg) |
| Wahnsdorf                | Kompassrose, die auf Nachbargemeinden zeigt | Wilschdorf (Dresden)   |
| Radebeul                 | Radebeul und Dresden                        | Dresden                |

Die Höhe variiert stark: Der Bereich Baumwiese liegt etwa 168 Meter über NN, die Windmühle als höchster Punkt des Ortes 234 Meter über NN. Die Nord-Süd-Ausdehnung beträgt etwa 2,2 Kilometer Luftlinie, die West-Ost-Ausdehnung etwa 1,2 Kilometer. Die Bodenarten wechseln zwischen Lößlehm und sandigem Lehm bzw. sandigem Lehm auf Syenit. Im Norden der Flur liegt der Obere Waldteich, der zu den Moritzburger Teichen gehört.
Durch Boxdorf führen wichtige Staatsstraßen, darunter die Staatsstraße 179 von Dresden nach Moritzburg und die Staatsstraße 81 von Dresden nach Großenhain. Nur wenige Kilometer entfernt befindet sich der Flughafen Dresden-Klotzsche. Boxdorf ist angeschlossen an das Dresdner Stadtbusnetz. Die Linie 80 verbindet Omsewitz mit Klotzsche, die Linie 72 führt von Kaditz nach Klotzsche. Zudem bedienen Regionalverkehrsgesellschaften mehrere Haltestellen im Ort.

## Geschichte
Historiker vermuten, dass Boxdorf Mitte des 12. Jahrhunderts gegründet wurde, als die Besiedlung der Elbtalweitung bis zur Moritzburger Hochfläche begann. Die ersten Siedler ließen sich um den heutigen Dorfplatz nieder. Später entwickelte sich der Ort zu einem Straßenangerdorf. Der Dorfteich befand sich früher dort, wo heute die 1898 gepflanzte Dorfeiche steht.
Zum ersten Mal wurde der Ort 1242 unter dem Namen Bokoisdorph in einer lateinischen Urkunde erwähnt. Das Schriftstück des Bischofs Conrad von Meißen beschreibt den Weg von Boxdorf nach Dresden. Bokoisdorph ist ein Mischname, der sich aus dem altsorbischen Personennamen Pokoj (Zimmer) und dem deutschen Wort -dorf zusammensetzt. Chronisten vermuten, dass der Mann eine besondere Stellung im nach ihm benannten Ort einnahm, zum Beispiel jene des Dorfschulzen.
Die Ortsbezeichnung veränderte sich im Laufe des Jahrhunderts mehrmals: Sprach man 1279 noch von Bokendorf und 1411 von Pockersdorff, ähnelte die Aussprache im späten 15. Jahrhundert schon der heutigen. Das Gemeindesiegel von 1748 zeigt einen Ziegenbock, anlehnend an die ältere Schreibweise Bocksdorff. Seit Mitte des 19. Jahrhunderts blieb die Schreibweise gleich.
Haupterwerbszweig auf der 258 Hektar großen Gewannflur war bis Ende des 19. Jahrhunderts die Landwirtschaft. Eine Besonderheit dieser war die Bewirtschaftung der nährstoffarmen Böden, die die Bauern mit dem Anbau von Buchweizen kompensierten. Roggen und Hafer wurden ebenfalls angebaut. 1772 hielt der Kartoffelanbau Einzug in der Region. Der Straßenname „An der Triebe“ weist auf den Viehtrieb jener Tage hin. Das Ortsverzeichnis belegt die Existenz einer Rossmühle. Winzer betrieben Weinbau in der Nähe der Baumwiese. 1953 schlossen sich drei Landwirtschaftsbetriebe zur LPG „Einheit“ zusammen. Sieben Jahre später wurde die LPG „Haideberg“ gegründet. Die staatlich organisierte Landwirtschaft wurde nach der Wiedervereinigung Ende 1991 aufgelöst.
Im Siebenjährigen Krieg nahmen Preußen und Österreicher Boxdorf abwechselnd in Besitz. Die Kämpfe zerstörten viele Felder. Auch die Napoleonischen Kriege gingen nicht spurlos vorüber: 1813 kämpften Franzosen gegen russische Infanterie und Kosaken. Das Skelett eines russischen Soldaten wurde 1928 an der Schulstraße ausgegraben, 1936 zwölf weitere Schädel und Knochen an der Baumwiese. 1828 wütete der größte Brand in der Dorfgeschichte und zerstörte viele Gebäude. 1913 wurde der erste Dresdner Flugplatz auf der Wiese zwischen Windmühle und Wetterberg eröffnet. Mit Ausbruch des Ersten Weltkrieges musste der Betrieb eingestellt werden. Der Weltkrieg forderte 13 Opfer aus Boxdorf. Im Zweiten Weltkrieg zerstörten anglo-amerikanische Fliegerstaffeln das Sanatorium „Lindenhof“ an der Baumwiese; zehn Patienten und vier Angestellte starben. Im Krieg starben 98 Bürger Boxdorfs. Die Rote Armee marschierte am 7. Mai 1945 ein.
Seit dem 13. Jahrhundert war das Dorf im Besitz des Domherren zu Meißen. Ab Mitte des 16. Jahrhunderts unterstand es dem Amt Dresden. Zwischenzeitlich gehörte Boxdorf auch zu Moritzburg. Seit 1952 war Boxdorf Teil des Kreises Dresden-Land (1990 in „Landkreis Dresden“ umbenannt), welcher im Rahmen einer Landkreisreform im Jahr 1996 aufgelöst wurde. Der Ort ist seitdem Teil des Landkreises Meißen. Am 1. Januar 1994 schloss sich Boxdorf mit Friedewald und Reichenberg zur Gemeinde Reichenberg zusammen. Zum Jahresbeginn 1999 erfolgte die Eingemeindung zu Moritzburg.

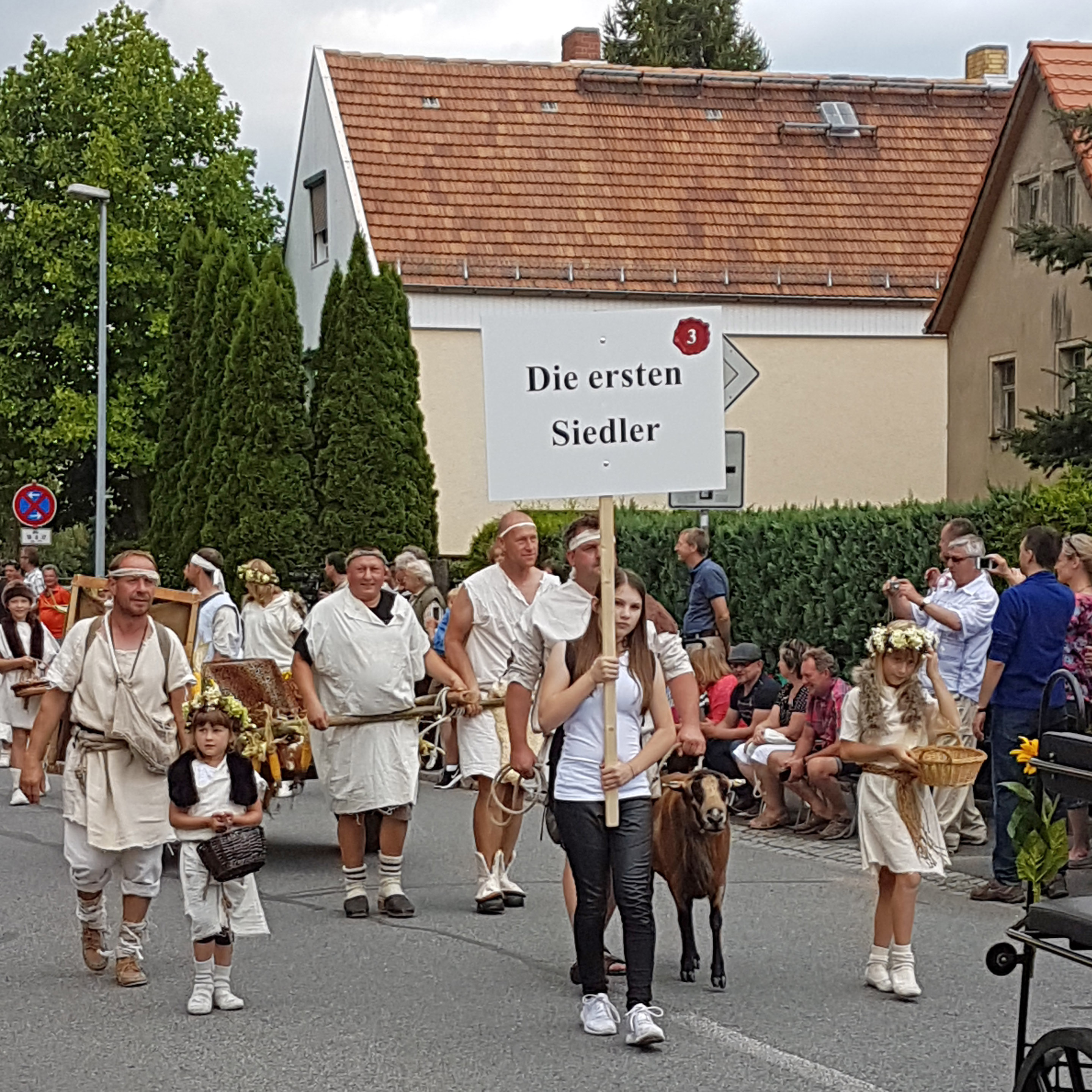
Umzug zur 775-Jahr-Feier auf der Hauptstraße in Boxdorf

Im Jahr 2017 feierte Boxdorf sein 775-jähriges Bestehen und dazu fand am 20. August ein großer Festzug (Festumzug) statt. 59 Bilder mit vielen geschmückten Wagen und Fahrzeugen stellten geschichtliche Ereignisse von Boxdorf dar.

### Einwohnerentwicklung
| Jahr | Einwohner |
| ---- | --------- |
| 1547 | 150       |
| 1764 | 235       |
| 1834 | 288       |
| 1871 | 369       |
| 1890 | 473       |
| 1910 | 759       |
| 1925 | 804       |
| 1939 | 1047      |
| 1946 | 1158      |
| 1950 | 1135      |
| 1964 | 1534      |
| 1991 | 1356      |
| 2010 | 2050      |

## Kultur und Sehenswürdigkeiten

### Bauwerke und Ausflugsziele
- Boxdorfer Windmühle: Die auf dem 240 Meter hohen Galgenberg befindliche Mühle entstand ursprünglich 1839 als Bockwindmühle. Nach Zerstörung durch einen Brand 1849 wurde sie als steinerne Holländerwindmühle wiederaufgebaut und blieb bis 1887 in Betrieb. Drei Jahre später erhielten die Besitzer eine Konzession für den Bier- und Kaffeeausschank. Der Mühlenturm dient seitdem als Aussichtspunkt und erhielt 1908 eine mit Zinnen verzierte Besucherplattform.[3]
- Zeltplatz Oberer Waldteich Boxdorf

### Freiwillige Feuerwehr
- Freiwillige Feuerwehr Boxdorf

### Sportvereine
- Boxdorfer VC e. V.
- TSV Reichenberg-Boxdorf e. V.
- KCÜ Boxdorf e. V.

## Bildung

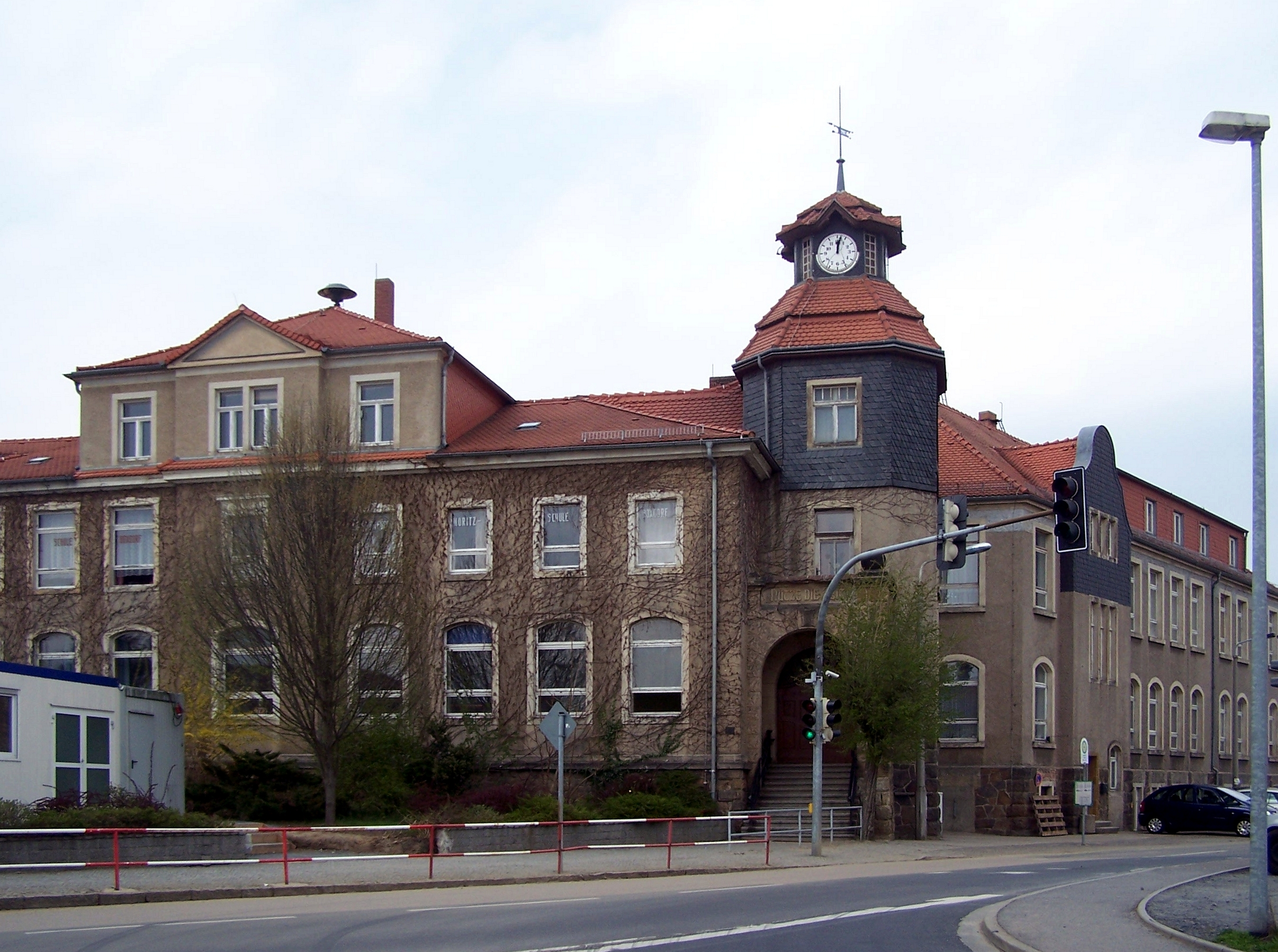
Kurfürst-Moritz-Schule

- Kurfürst-Moritz-Schule (Oberschule der Gemeinde Moritzburg)

## Wirtschaft

### Ansässige Unternehmen
- Gewerbegebiet
- Gasthof Boxdorf
- Heimatverein Boxdorf e. V.
- Jugendclub „Die Hütte“ Boxdorf